# Джур-Джур
Джур-Джур (крымскотат. Cür-Cür, укр. Джур-Джур) — самый полноводный водопад Крыма, расположен на территории Алуштинского региона в окрестностях села Генеральского, в ущелье Хапхал, образовавшемся в результате действия вод реки Улу-Узень Восточный на высоте 468 м над уровнем моря. Река Улу-Узень спускается со стометровой высоты по трёхкаскадному порогу. С известнякового уступа, высота которого 15 метров, широким пятиметровым потоком вода обрушивается в глубокий котлован и бурно стремится вниз по руслу реки. Джур-Джур — самый мощный водопад в Крыму: его средний многолетний расход воды составляет 270 литров в секунду. Он не иссякает даже в самое сухое время года.

## Происхождение названия
Название водопада «Журчащий», назван в качестве звукоподражания бегущей воде. По одной из версий название происходит от арм. Ջուր-Ջուր (дословно — «вода-вода»), по другой от иран. «джур» — журчание бегущей воды.

## Окружение водопада
Ущелье Хапхал и водопад Джур-Джур являются частью Хапхальского гидрологического заказника республиканского значения, основанного в 1974 году с общей площадью 250 га.
За селом Генеральское, расположенном в живописной местности, амфитеатром поднимаются величественные горы: на северо-востоке Караби-яйла, на северо-западе — Демерджи-яйла, а между ними гигантским мостом расположен гребень горы Тырке. Ближе к Тырке находится живописное ущелье Хапхал, густо поросшее лесом. К ущелью от Генеральского ведет лесная дорога.
Если подняться от водопада вдоль реки примерно на километр, открывается живописная панорама порогов-каскадов. Неподалёку находится пещера Джур-Джур длиной 750 метров. Пещеру окружает лес, в котором произрастают граб и бук, а также дуб, липа, рябина, лещина и кизил, есть участки двухвекового леса, где растут скальный дуб и крымская сосна.